# Abraham van Pere
 Abraham van Peere est un marchand originaire de Vlissingen du Comté de Zélande. 
En 1602, un navire  a été donné par les États généraux du royaume des Pays-Bas des Provinces-Unies à son père Jan van Peere à trouver une colonie sur le fleuve Berbice sur la côte du Guyana.
Abraham van Pere fonda finalement la colonie de Berbice en 1627.
Apparemment, des différends ont surgi entre la famille Van Peere et la seconde Compagnie néerlandaise des Indes occidentales qui a été fondée pour succéder à la Première Compagnie néerlandaise des Indes occidentales qui a fait faillite en 1674. La Compagnie néerlandaise des Indes occidentales a reçu le monopole du commerce avec les Antilles, qui était en conflit avec les Van Peere. Cela était résolu quand le 14 septembre 1678 un affrètement a été signé qui a établi Berbice comme fief de la Compagnie néerlandaise des Indes occidentales, dans la propriété de la famille Van Peere.
En novembre 1712, Berbice a été brièvement occupé par les Français sous Jacques Cassard, dans le cadre de la Guerre de Succession d'Espagne. La famille Van Peere ne voulut pas payer la rançon aux Français pour que la colonie soit libre, la colonie revient aux règles françaises, qui par la suit la rendit aux frères Nicolaas et Hendrik van Hoorn, Arnold Dix, Pieter Schuurmans, et Cornelis van Peere, le 24 octobre 1714.